# Spinale anesthesie

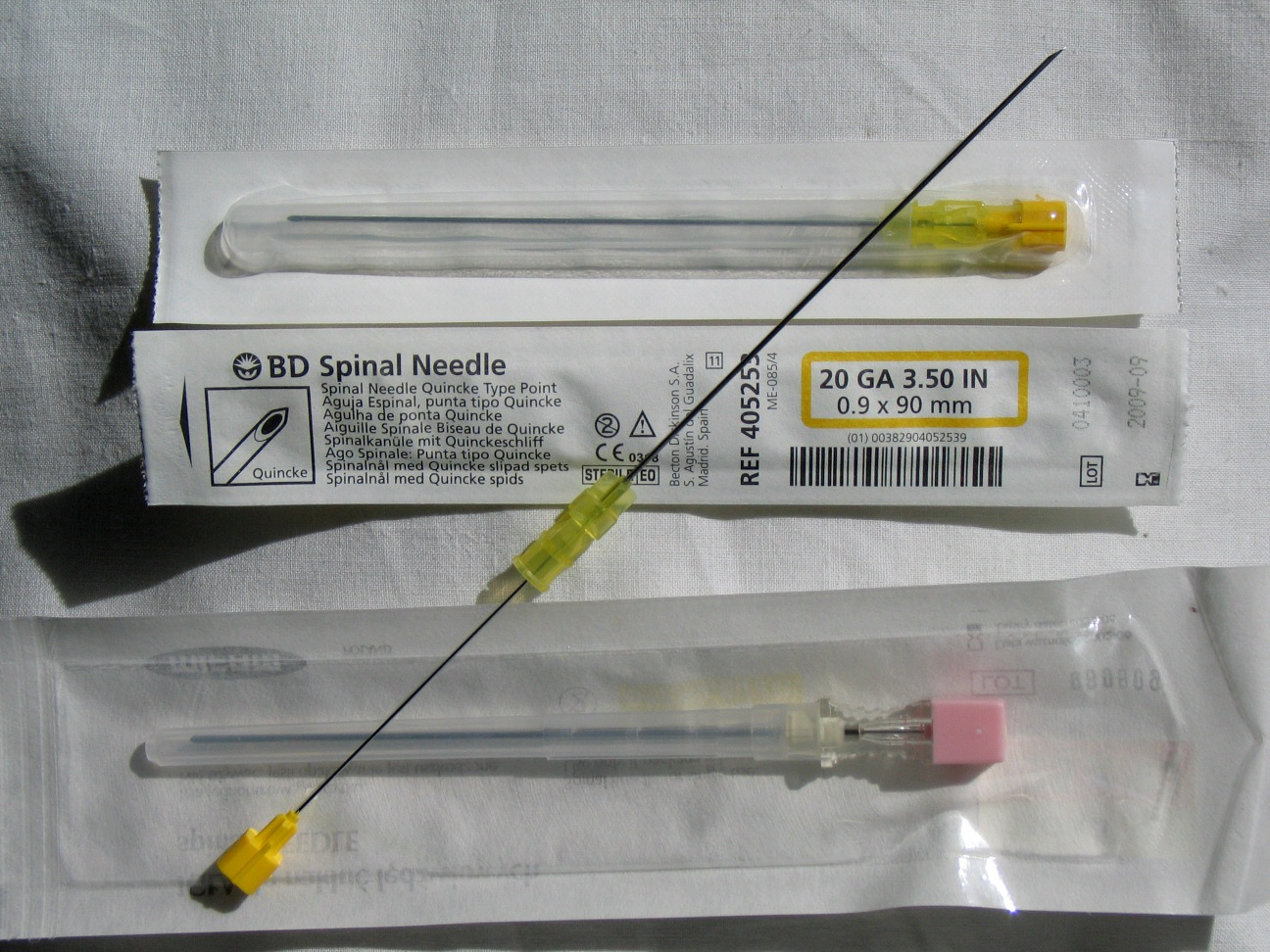
Injectienaald voor spinale anesthesie

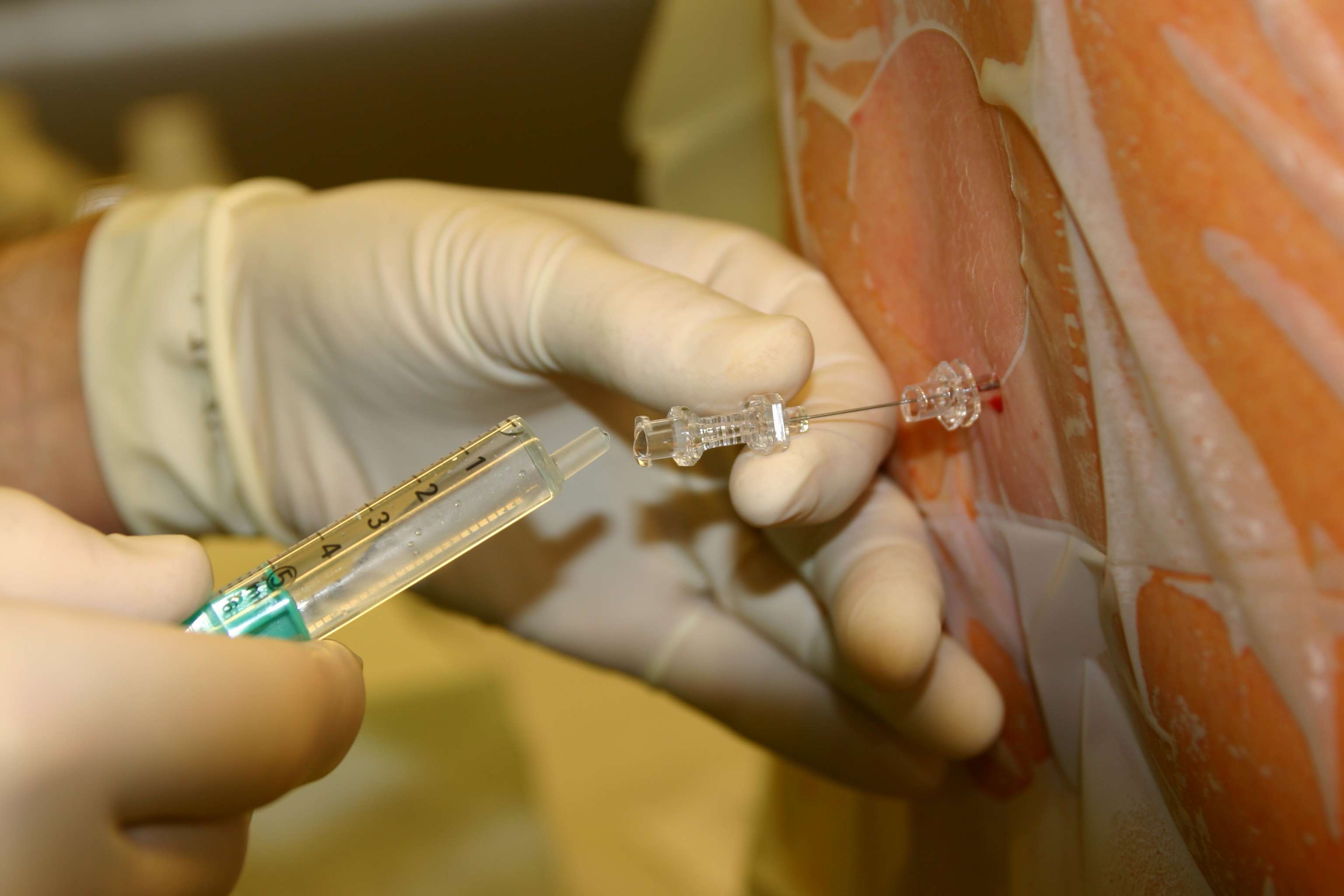
Spinale anesthesie

Spinale anesthesie (soms ruggenprik genoemd) is een methode voor anesthesie waarbij het onderlichaam verdoofd wordt door verdovend middel in het ruggenmergvocht te spuiten. De spinale anesthesie wordt door een anesthesioloog toegediend.
Bij spinale anesthesie wordt een naald op dezelfde wijze opgeschoven als bij peridurale anesthesie, nu echter met perforatie van het harde hersenvlies (de dura mater). Dit wordt ook intrathecaal genoemd. Na perforatie van dit vlies bevindt het uiteinde van de naald zich in de spinale ruimte die is gevuld met hersenvocht. Deze vloeistof druppelt voor de injectie van het verdovende middel enkele momenten uit de naald, om vast te stellen dat de juiste plaats is bereikt.
De spinale techniek wordt toegepast op lendenwervelniveau. Er is vergeleken met peridurale anesthesie een groter risico dat de verdovingsvloeistof op hogere niveaus terechtkomt, waardoor soms zelfs een deel van de  ademhalingsspieren zou kunnen uitvallen; er moet daarom altijd een mogelijkheid tot beademen aanwezig zijn.
Belangrijke bijwerkingen zijn: blokkade van het sympathische zenuwstelsel heeft vaatverwijding tot gevolg, waardoor bloeddrukdaling op kan treden; rugpijn op de plaats van de punctie (kortdurend, gaat vanzelf over) en soms hoofdpijn (postspinale hoofdpijn of in jargon post dural puncture headache). Dit kan langer duren, gaat meestal vanzelf over met bedrust, veel drinken en pijnstillers. Soms is een nieuwe ruggenprik (maar dan epiduraal/periduraal) nodig, waarbij eigen bloed wordt ingespoten (epidurale bloedpatch). Extreem zeldzaam is zenuwbeschadiging, waarbij met name onderscheid gemaakt moet worden met schade door andere oorzaken zoals de positie op de operatietafel.

## Geschiedenis
De eerste spinaal werd toegediend in 1885 James Leonard Corning (1855–1923), een neuroloog uit New York. Hij deed experimenten om de effecten van cocaïne op zenuwen van een hond te meten toen hij per ongeluk door de dura mater prikte.
De eerste geplande spinaal anesthesie voor een chirurgische ingreep werd toegediend door dr. August Bier (1861–1949) op 16 augustus 1898 in Kiel. Hij injecteerde 3 ml van 0,5% cocaïneoplossing bij een 34 jaar oude patiënt. Na het toedienen bij zes andere patiënten en bij experimenten op zichzelf en zijn assistent (ze prikten bij elkaar een spinaal) kwam hij tot de conclusie dat het geschikt was voor chirurgische ingrepen van de benen, maar stopte hiermee wegens de toxiciteit van de cocaïne.
epiduraal ·
intra-arterieel · 
intra-articulair ·
intra-ossaal ·
intracardiaal ·
intracutaan ·
intramusculair ·
intraveneus ·
spinaal ·
subcutaan